# Sala Keoku

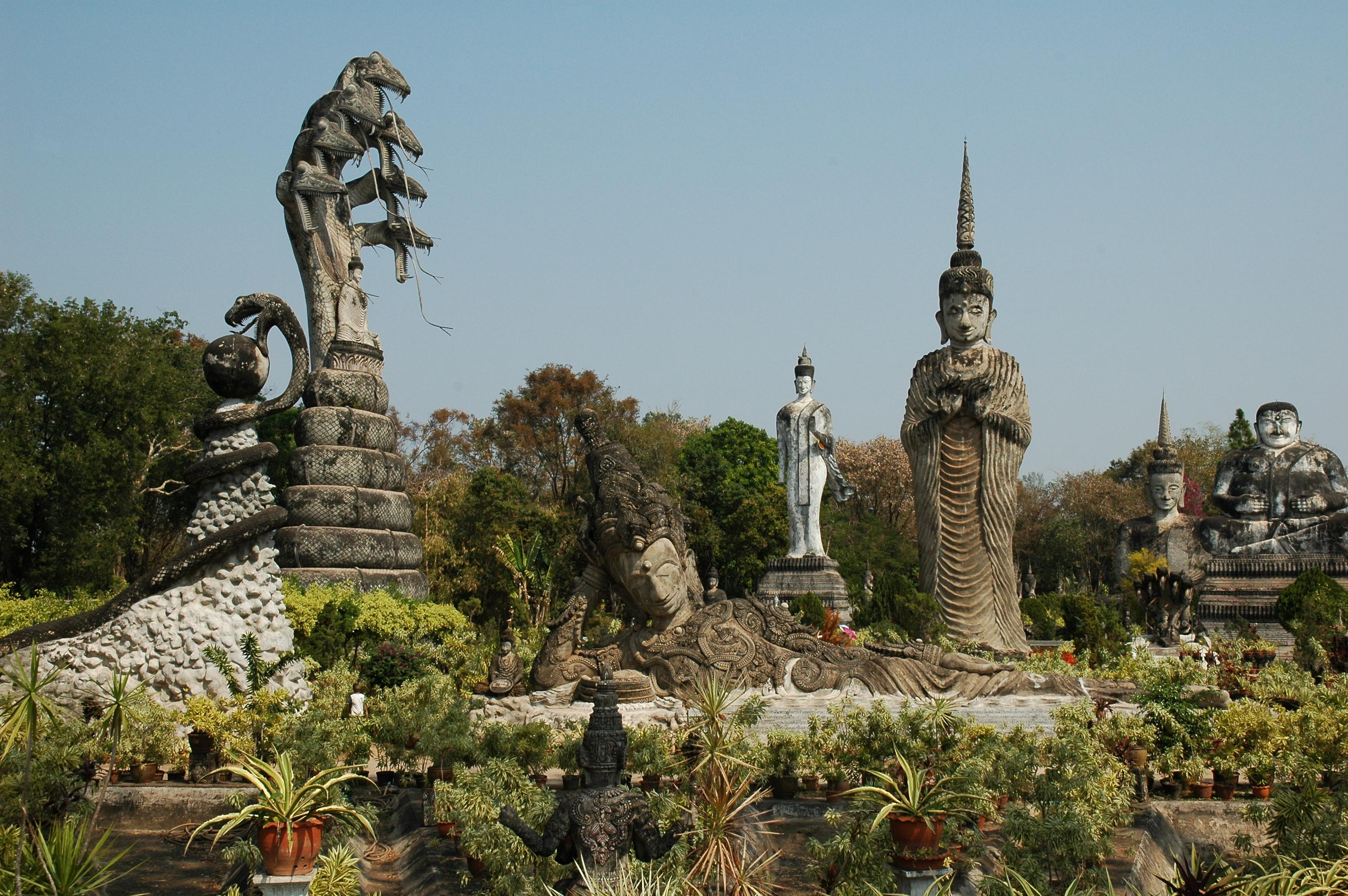
Sala Keoku

Sala Keoku est un parc de sculptures (certaines de plus de 20 m de haut) situé à Nong Khai, Thaïlande. Le parc est l'ouvrage du mystique Bunleua Sulilat (1932-1996), qui acheta le terrain en 1978 quand il fut exilé de son Laos natal. Évoquant un syncrétisme inspiré par le bouddhisme et l'hindouisme, des Bouddhas, des déesses souvent armées, des serpents nâga et toutes sortes d'hybrides mi-humain, mi-animal dominent le paysage.
Luang Pu Bunleua Sulilat était l'auteur, de l'autre côté du Mékong du parc laotien de Xieng Khuan, ou Buddha Park, en 1958. Il est situé au sud de Vientiane et les deux parcs ne sont distants que de quelques kilomètres.

## Variantes du nom
Sala Keoku, en thaï : ศาลาแก้วกู่, est aussi translittéré en Sala Kéo Kou, Sala Keo Ku, Sala Keo Koo, Sala Keo Kou, Sala Kaew Ku, Sala Kaew Koo, Salakaewkoo, Sala Gaew Goo, Sala Kaeoku, Sala Kaeo Ku, etc. Le nom se prononce [sa:la: kɛːokuː] (API),
L'endroit est aussi appelé Wat Khaek.

## Galerie

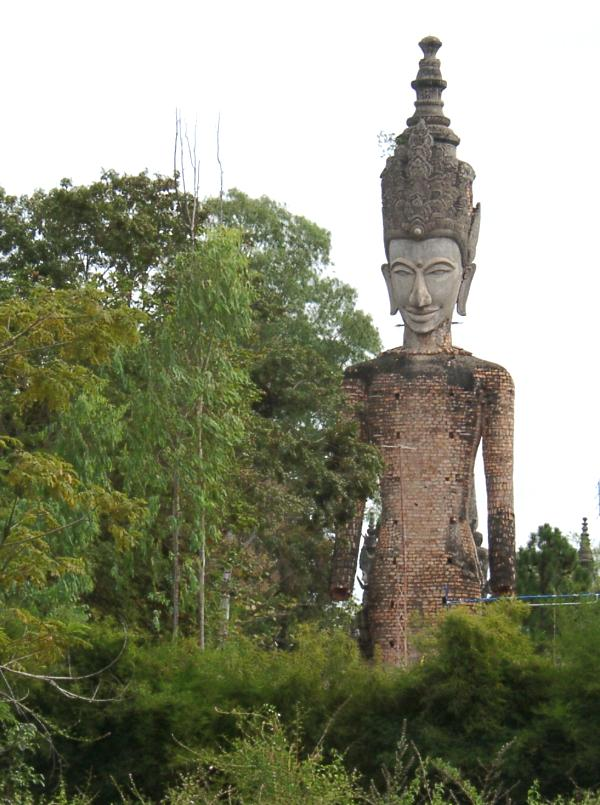
Entrée de Sala Keoku
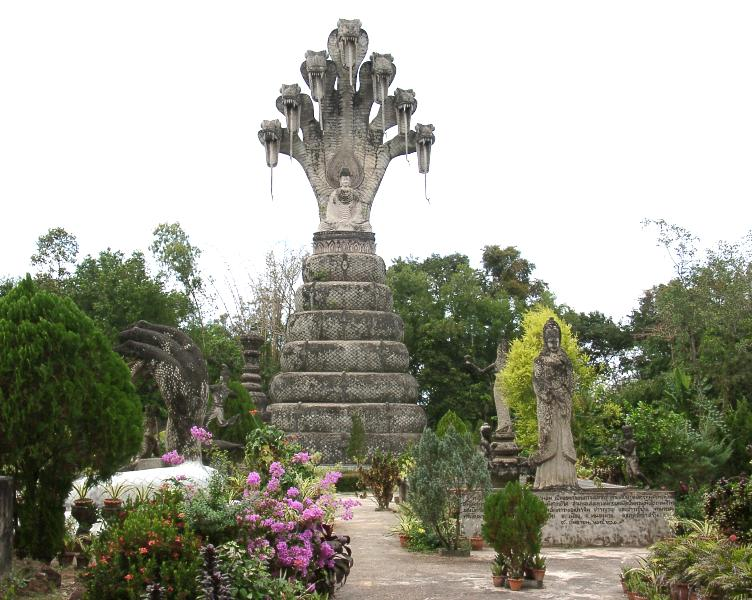
Bouddha protégé par un nâga à sept têtes
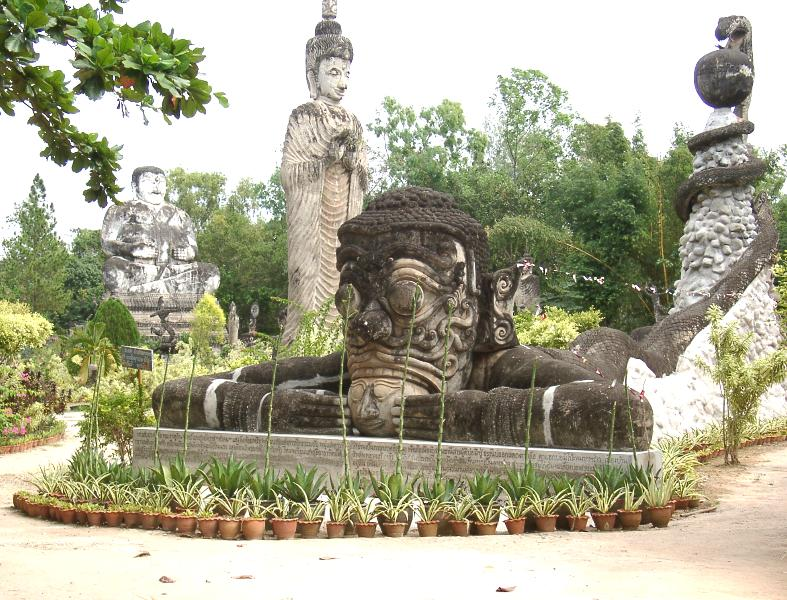
Râhu, démon de la mythologie hindoue
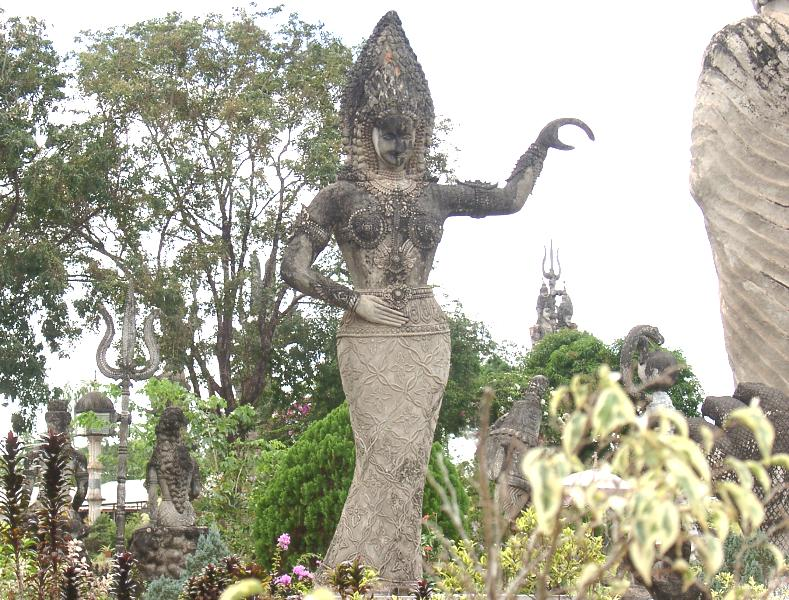
Sculpture d'un danseur